# Jill Sterkel
Jill Sterkel (n. 27 mai 1961, Hacienda Heights, Comitatul Los Angeles, California, SUA) este o înotătoare ce a reprezentat Statele Unite ale Americii, medaliată olimpică. A participat la 3 ediții ale Jocurilor Olimpice (1976, 1984, 1988) în care a câștigat 3 medalii de aur și o medalie de bronz.